# Relações entre Dinamarca e Japão
As relações entre Dinamarca e Japão são relações externas entre a Dinamarca e o Japão. A Dinamarca tem uma embaixada em Tóquio e o Japão tem uma embaixada em Copenhagen. Existem 500 dinamarqueses que moram em Tóquio.

## História

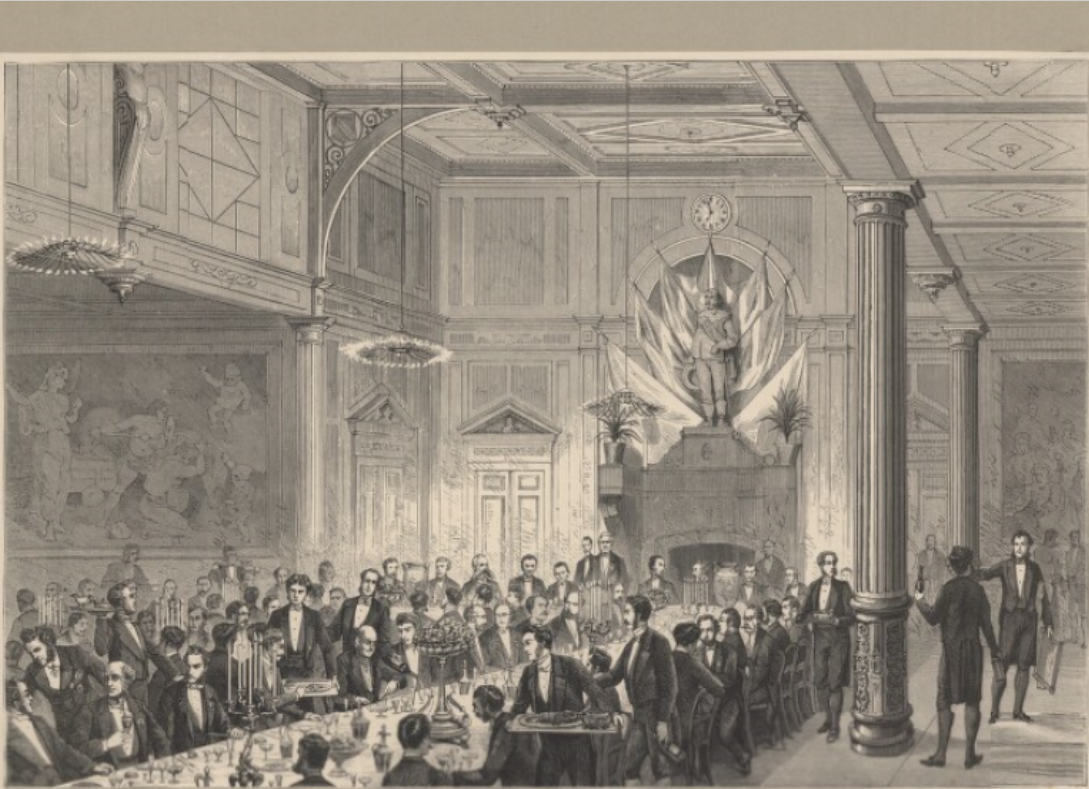
Banquest para a missão diplomática japonesa no edifício Børsen em 20 de abril de 1873.

As relações diplomáticas foram estabelecidas após o "Tratado de Amizade, Comércio e Navegação entre o Japão e a Dinamarca" em 1867. As relações entre os dois países são amigáveis desde 1867.  No entanto, as relações bilaterais foram cortadas na Segunda Guerra Mundial. Um acordo bilateral foi assinado em 1952.

## Comércio

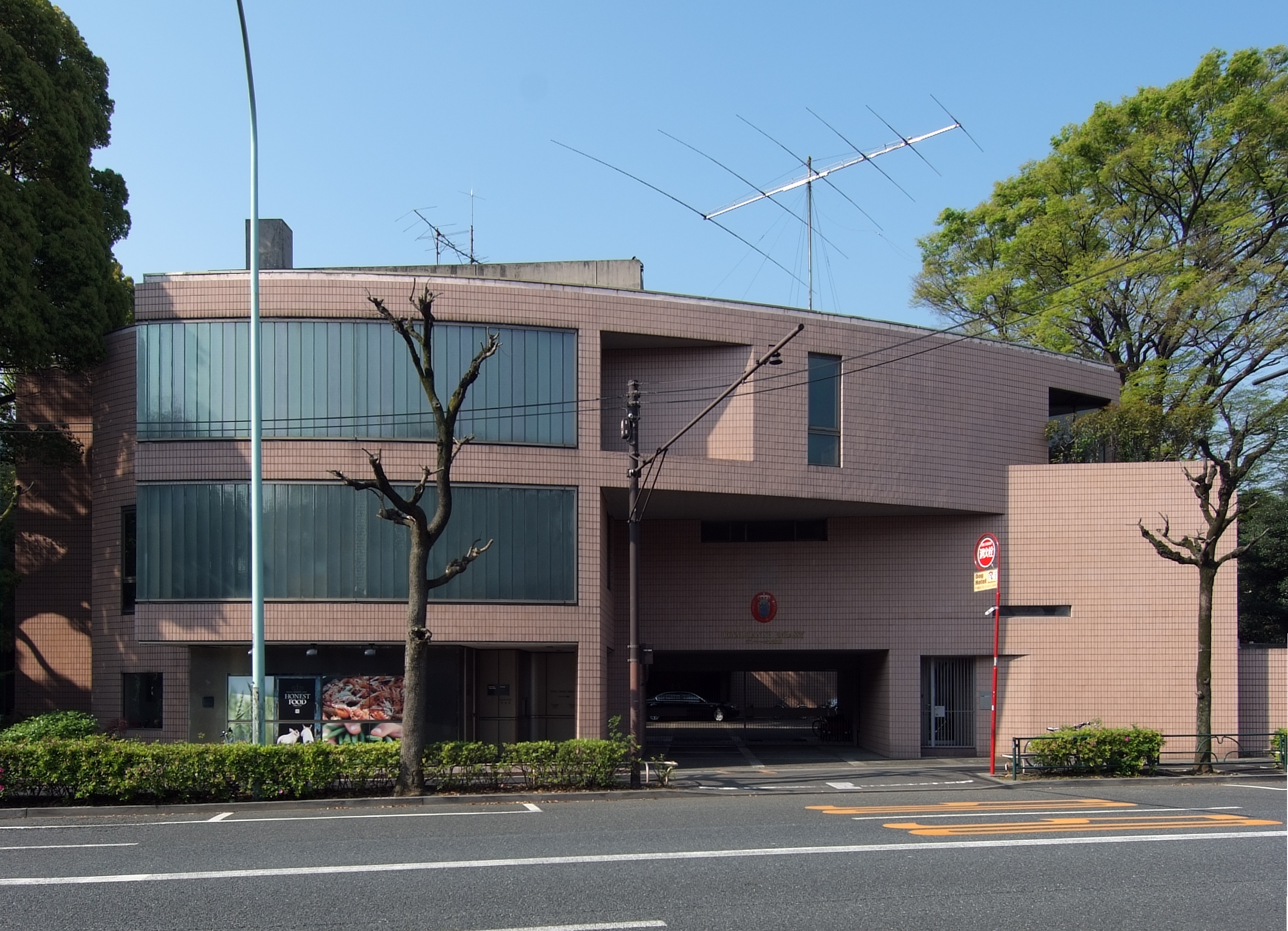
Embaixada da Dinamarca no Japão.

Em 1988, o comércio entre a Dinamarca e o Japão atingiu US$ 2 bilhões. As principais exportações do Japão são automóveis, motocicletas e computadores. Carne de porco, remédios, camarão e queijo são as principais importações da Dinamarca.  Os investimentos dinamarqueses no Japão são Lego e Novo Nordisk.

## Visitas de estado
O ex-primeiro ministro Junichiro Koizumi visitou a Dinamarca em 2002 e o ex-primeiro ministro Anders Fogh Rasmussen visitou o Japão em 2002 e 2006. O ex-primeiro-ministro Yukio Hatoyama ez três visitas não oficiais à Dinamarca em 2009. Uma vez em conexão com a oferta olímpica da cidade de Tóquio que foi decidida em Copenhague naquele ano e duas vezes em conexão com a conferência da COP 15 da ONU sobre mudanças climáticas.  O primeiro ministro dinamarquês Lars Løkke Rasmussen fez uma visita não oficial ao Japão na primavera de 2009.

## Franz-Michael Skjold Mellbin
Franz-Michael Skjold Mellbin é o atual embaixador da Dinamarca no Japão. Seu mandato começou em 1° de setembro de 2008 e ele apresentou suas credenciais ao imperador do Japão, Akihito, em 4 de novembro de 2008.